# Sarothrura rufa
Sarothrura rufa е вид птица от семейство Sarothruridae.

## Разпространение
Видът е разпространен в Ангола, Ботсвана, Бурунди, Габон, Етиопия, Замбия, Зимбабве, Камерун, Демократична република Конго, Република Конго, Кения, Либерия, Малави, Мозамбик, Намибия, Нигерия, Руанда, Сиера Леоне, Свазиленд, Танзания, Того, Уганда, Централноафриканската република и Южна Африка.